# Grand Bourg
Grand Bourg ist eine argentinische Stadt im Ballungsraum der Hauptstadt Buenos Aires, dem Gran Buenos Aires. 
Die Stadt liegt etwa 30 Kilometer nordwestlich des Zentrums von Buenos Aires und im Partido Malvinas Argentinas, das laut der Volkszählung 2001 290.621 Einwohner hatte.
Die Universidad Nacional de General Sarmiento liegt nur zwei Kilometer südlich von hier.